# Asarum lewisii
Asarum lewisii là một loài thực vật có hoa trong họ Aristolochiaceae. Loài này được Fernald mô tả khoa học đầu tiên năm 1943.